# Белінда
Белінда — жіноче ім'я невідомого походження, одним з варіантів є італ. Bella (гарна).
Відомі носії:
- Белінда Бауер — акторка
- Белінда Бенчич — швейцарська тенісистка
- Белінда Борнео — британська тенісистка
- Белінда Гокінг — австралійська плавчиня
- Белінда Карлайл — американська співачка
- Белінда Кордвелл — новозеландська тенісистка
- Белінда Малруні — американська підприємиця, «найбагатша жінка на Клондайку»
- Белінда Енн Ірен Райт — охорониця дикої природи в Індії
- Белінда Райт — австралійська софтболістка
- Белінда Снелл — австралійська баскетболістка
- Белінда Філліпс — ямайська плавчиня